# Wang Laboratories
Wang Laboratories (произносится: уонг лабо́раториз) — международная компания, производитель компьютерной техники. Основана в 1951 году Ваном Анем и Чу Гэяо как индивидуальное предприятие. Штаб-квартира компании в разное время находилась в разных городах штата Массачусетс: Кембридже (1954—1963), Тьюксбери (1963—1976) и Лоуэлле (1976—1997). Пик развития компании пришёлся на 1980-е годы, когда её прибыль составляла 3 млрд долларов, а на производстве было занято более сорока тысяч человек.
Компания всегда находилась в прямом управлении Вана, который лично устанавливал деловую стратегию и стратегию производства, что оказало влияние как на успехи, так и на неудачи компании.
Ван предпринял действия для удержания контроля над компанией в руках своей семьи даже после преобразования компании в открытое акционерное общество в 1955 году. Для этого был выпущен второй класс акций — класс Б — с более высокими дивидендами, но имевшими 1 голос на 10 акций в голосованиях по сравнению с акциями класса C, каждая из которых обладала правом голоса. В то время как большим спросом пользовались акции класса Б, семья Ван держала большинство акций класса С. Акции Wang Laboratories были размещены на Нью-Йоркской фондовой бирже, но этот манёвр не соответствовал правилам биржи и компания была вынуждена снять акции с котировки и разместить их на более либеральной Американской фондовой бирже.
Под руководством Вана Аня компания прошла несколько отчётливых этапов в производстве различных товаров.
В августе 1992 года Wang Laboratories обанкротилась. После выхода из банкротства компания сменила название на Wang Global. В 1999 году Wang Global была куплена голландской компанией Getronics (впоследствии сменившей название на Getronics North America), затем, в 2007 году, перепродана компании KPN (англ.), затем, в 2008 году, — компании CompuCom, после чего прекратила существование как бренд и самостоятельная организация.

## Наборные машины
Первым крупным проектом компании был «Linasec», выпущенный в 1964 году. Это был специализированный электронный компьютер спроектированный для выравнивания бумажной ленты в автоматизированных линотипах. Он разрабатывался по контракту для компании Compugraphic, которая производила фотонаборные машины. Compugraphic сохранила за собой право на производство машины без выплаты лицензионных отчислений и эффективно им воспользовалась, вытеснив Wang с этого рынка.

## Калькуляторы
Первым из калькуляторов разработанных компанией, был Wang LOCI-1, но он так и не был выпущен в продажу. Калькулятор Wang LOCI-2 был выпущен в 1965 году и возможно был первым настольным калькулятором обладавшим способностью вычислять логарифмы, что достигалось механически без каких-либо интегральных микросхем. Электронная часть содержала 1275 отдельных транзисторов. Фактически он выполнял умножение путём сложения логарифмов и округление результата было заметно на дисплее. Например, дважды два было равно 3,999999999.
С 1965 до приблизительно 1971 года Wang в основном занималась производством калькуляторов и заслужила хорошую репутацию. Калькуляторы Wang стоили не более 10 000 долларов, использовали для вывода информации знаковые индикаторы тлеющего разряда, работали с трансцендентными функциями, имели различные степени программируемости и использовали память на магнитных сердечниках. На рынке калькуляторов компания конкурировала с HP, выпустившей HP9100A в 1968 году, и с традиционными производителями калькуляторов Monroe и Marchant.
В первое время калькуляторы Wang продавались учёным и инженерам, но позже компания завоевала крупную нишу в отрасли финансовых операций, которая до этого зависела от сложных отпечатанных таблиц с ипотечными займами и рентами.
Одна, возможно, мифическая история рассказывает о банкире, выборочно проверявшем расчёты калькулятора Wang по сравнению с отпечатанной таблицей ипотечных займов и нашедшем несоответствие. Калькулятор оказался прав, а таблица — неверна, и в результате этого компания получила хорошую репутацию среди финансистов.
В начале 1970-х Ван Ань посчитал, что производство и продажа калькуляторов перестали приносить прибыль, и решил уйти из бизнеса по производству калькуляторов.

## Компьютеры для обработки текстов

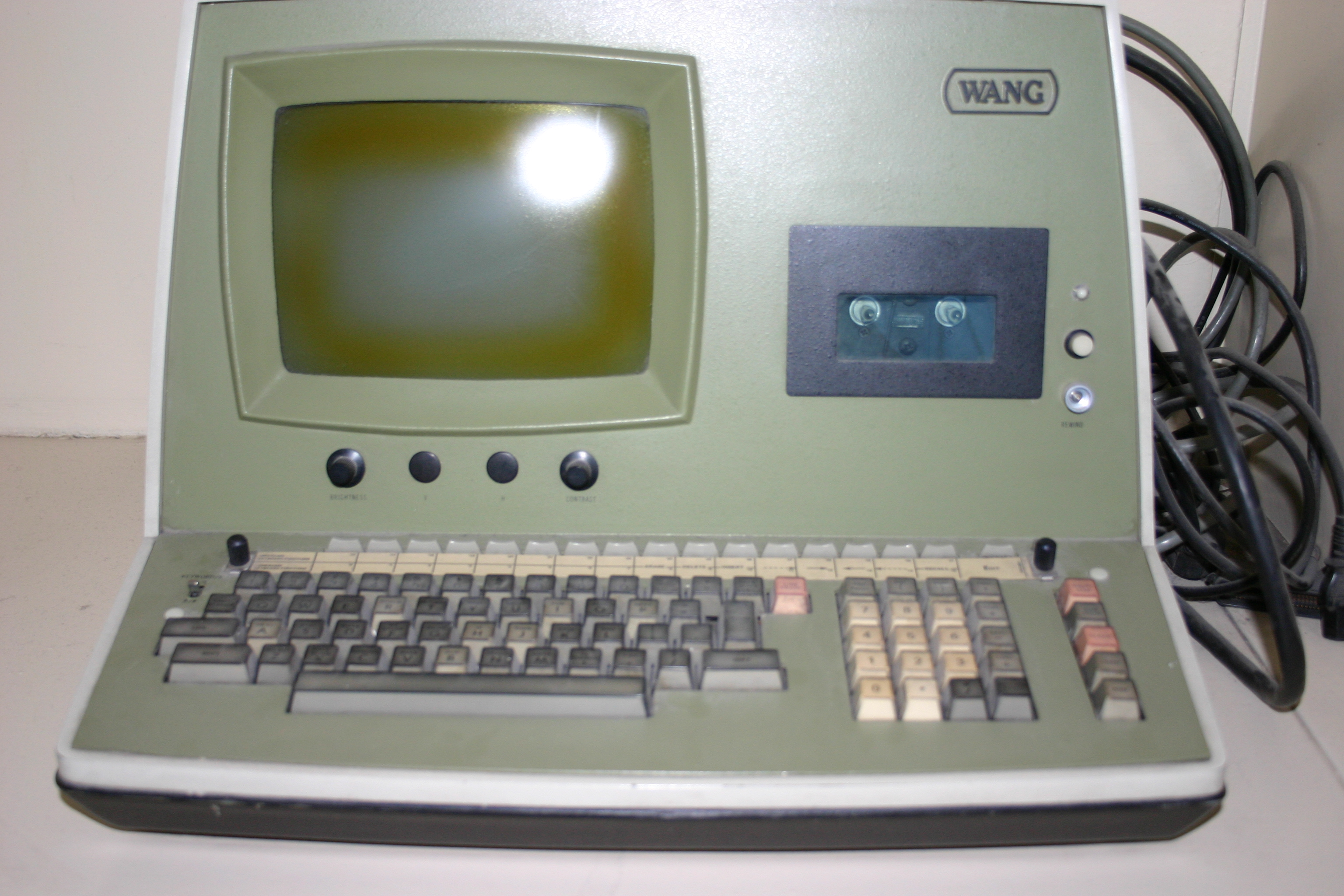
текст процессор Wang 2200

Компьютер для обработки текстов компании Wang разработали Гарольд Коплоу и Дэвид Морос, которые начали с того что написали руководство пользователя. В 2002 году в газетной статье, опубликованной Boston Globe, Гарольда Коплоу назвали «остроумным бунтарём», который «готовясь к тому, что его уволят, в 1975 году разработал продукт, сделавший компьютеры общедоступными».
Коплоу говорит: «Ван выгнал меня из отдела маркетинга. Я и Дэвид Морос были понижены и переведены в отдел перспективного планирования. Это… было равносильно увольнению: временная работа до тех пор, пока не найдёшь другую в другой компании».
Хотя Коплоу и Моросу было дано задание разработать компьютер для обработки текстов, им не было предоставлено для этого никаких средств. Они восприняли задание, как бесполезную работу, лишь создающую видимость занятости. Но так или иначе они продвинулись вперёд, написали руководство и убедили Вана превратить это в реальный проект. Таким образом, компьютер для обработки текстов, Wang 1200 WPS, был выпущен в июне 1976 года и пользовался неизменным коммерческим успехом, как и его потомок Wang OIS (сокращение от англ. Office Information System, офисная информационная система) выпущенный в 1977 году.
Этот продукт стал технологическим прорывом. Он был многопользовательской системой. Каждая рабочая станция выглядела как обычный терминал, но содержала собственный микропроцессор Z80 и 64К слов ОЗУ (что сравнимо с возможностями IBM PC, выпущенного только в 1981 году). Дисковое запоминающее устройство было сосредоточено в главном управляющем устройстве (мастере) и разделялось между всеми рабочими станциями, подключавшимися через высокоскоростной коаксиальный кабель «928 Link». Множество мастеров могли соединяться между собой, предоставляя сотням пользователей совместный доступ к файлам. Система была довольно проста в использовании и администрировании, причём последним зачастую занимался обычный офисный персонал, при том что большинству компьютеров в то время требовались опытные администраторы.
Всё программное обеспечение для системы OIS было разработано в Wang Laboratories. Операционная система, форматы файлов и спецификации электронных интерфейсов были закрыты запатентованными секретами. Ван не хотел, чтобы другие компании разрабатывали ПО для его систем, либо для взаимодействия с ними, хотя в конце 1980-х ситуация в этом плане немного упростилась.

### Агрессивный маркетинг
В конце 1980-х британское телевидение сняло документальный фильм, обвиняющий Wang Laboratorites в попытке убрать с рынка конкурента, канадскую компанию AES Wordplex. Фильм не имел никаких последствий.
Данная попытка носила внутри компании название «Программа Газовая Плита», по аналогии с похожей программой, учитывавшей стоимость старой газовой плиты при покупке новой. Wordplex обвинила Wang в предоставлении больших скидок при покупке систем Wang OIS, в счёт оплаты которых принимались компьютеры Wordplex в любом состоянии и бывшие в эксплуатации сколь угодно долгое время.
Опираясь на хорошую репутацию среди потребителей и на программу агрессивных скидок, Wang увеличил рыночную долю своих изделий на этом рынке. Wordplex впоследствии была поглощена компанией Norsk Data.

### Крах рынка
Рынок одиночных систем, единственной функцией которых была обработка текста, обрушился с появлением персонального компьютера IBM PC и программы MultiMate для него, повторяющей интерфейс и функции текстовых процессоров Wang Laboratories.

## Цифровой обмен голосовыми сообщениями
Wang DVX была одной из первых систем, объединяющих в себе коммутатор[уточнить] и голосовую почту. В Великобритании в середине 1980-х она была выбрана для пилотного проекта в области автоматизации делопроизводства Департамента торговли и промышленности Национального управления угольной промышленности.

## Персональные компьютеры и продукты на их основе

### Персональный компьютер Wang
Wang PC был представлен в противовес IBM PC, который получил широкое признание на том рынке, для которого Wang традиционно позиционировал системы Wang OIS. Wang PC работал на процессоре Intel 8086, который на тот момент был более мощным, чем процессор Intel 8088 в IBM PC. Аппаратное и программное обеспечение, позволяющие Wang PC работать в качестве терминала для систем OIS и VS, были довольно популярны.
Несмотря на некоторые преимущества Wang PC, камнем преткновения являлась его несовместимость с IBM PC. Это означало, что многочисленное прикладное ПО, доступное для IBM PC, нельзя было непосредственно запустить на Wang PC. Использовать можно было либо программы написанные специально для Wang PC, либо портированные с IBM PC. Наиболее часто продаваемыми программными продуктами были оригинальный текстовый редактор Wang и табличный редактор MS Multiplan. Дефицит прикладного ПО стал основным фактором быстрого ухода с рынка оригинального Wang PC, который был заменён IBM PC-совместимыми продуктами на основе Intel 80286.
Большинство Wang PC выпускались с монохромным графическим адаптером, который поддерживал один видеорежим с текстом и двухмерную графику, которые можно было просматривать независимо друг от друга, в отличие от IBM PC-совместимых компьютеров того времени, которые требовали выбрать специальный видеорежим для вывода графики. Также были доступны цветные графические адаптеры и цветные мониторы, выпускавшиеся под маркой Wang.

### IBM PC-совместимые Wang PC
Wang Laboratories выпускала плату-эмулятор для своих рабочих станций, которая позволяла компьютеру загружаться в режиме совместимости с IBM PC, несмотря на специальную программу, которая позволяла загружать операционную систему. Плата эмулировала виртуальную монохромную видеокарту, работающую в только в текстовом режиме для IBM PC-совместимых программ, позволяя простым текстовым приложениям работать так же, как они работали бы на стандартном IBM PC-совместимом компьютере.
Следующим шагом стал выпуск персонального компьютера на основе микропроцессора 80286, имевшего IBM PC-совместимый BIOS. Подобные поздние модели загружались прямо в MS-DOS (или другую операционную систему для IBM PC) и поддерживали работу со стандартными картами расширения для шины ISA.

### Wang Freestyle
Wang Freestyle был выпущен в 1990 году и состоял из:
- планшета и пера для написания комментариев к любым файлам, обрабатываемым на ПК.
- телефонной трубки для записи голосовых комментариев, но не для телефонной связи. Демонстрировалась только в связке с планшетом для пояснения текстовых записей.
- имел возможность отправки завершённого набора комментариев по электронной почте посредством Wang OFFICE.

Продукт не имел хоть какого-нибудь успеха на рынке. В статье из Университета Южной Калифорнии заметны симптомы провала:
«Система Университета Южной Калифорнии, стоимостью 1,2 миллиона долларов, включает в себя компьютер средней производительности VS 7150, 30 графических станций, 25 из которых имеют возможности Freestyle, лазерный принтер, пять устройств считывания и пять сканеров. Исходным хранилищем для отсканированных документов является магнитный жёсткий диск ёмкостью 8 гигабайт.»
Система Freestyle была настолько дорогостоящей даже по меркам Wang Integrated Imaging System, что была доступна только узким специалистам или старшему персоналу. В отличие от Университета Южной Калифорнии, где система использовалась на уровне офисных служащих, производителем она позиционировалась на рынке как инструмент руководителя (C-Level) для общения с другими руководителями. Это мгновенно сократило потенциальный рынок и отделило его от массового рынка, на котором система возможно была бы востребована.

## Wang 2200
На пути от калькуляторов и текстовых процессоров к серьёзным системам обработки данных Wang разрабатывала и продавала несколько семейств небольших компьютеров, некоторые из которых были созданы на основе систем обработки текста, а некоторые на основе систем обработки данных. Вместо логичного, последовательного развития продуктов, их функции часто дублировали и заимствовали технологию друг у друга.
Наиболее ярко выраженными функциями обработки данных обладал мини-компьютер Wang 2200, выпущенный в мае 1973 года. В отличие от других настольных компьютеров, например HP 9830, он содержал ЭЛТ-монитор в корпусе, в который также были встроены управляемый компьютером накопитель на кассетах с магнитной лентой и клавиатура. Программное обеспечение составлял интерпретатор BASIC, записанный в ПЗУ. За всё время было произведено 65 000 таких систем, которые нашли широкое применение в основном в предприятиях малого и среднего бизнеса по всему миру. Wang 2200 выделялся тем, что был одновременно и настольным компьютером и большой системой, которая поддерживала до 16 рабочих станций и использовала промышленные дисковые технологии, появившиеся в конце 1970-х — начале 1980-х годов. К общей дисковой подсистеме можно было подсоединить до 15 компьютеров, что теоретически давало возможность соединить до 240 рабочих станций в кластер.
В отличие от серий VS и OIS, для серии 2200 Wang Laboratories активно пользовалась разнообразными услугами реселлеров, которые модифицировали компьютеры по требованию покупателей и продавали их. Для одного из таких творческих решений, разработанного фирмой Algorithmis, Inc. потребовалась дюжина систем 2200. Она предоставляла услуги пейджинговой связи для большинства клиентов в Гонконге в начале 1980-х годов.
Оставаясь в тени серии Wang VS, серия 2200 ослабла как рентабельное, но забытое решение в руках покупателей. В конце 1980-х Wang обновила серию 2200 в ходе одной из последних попыток увеличить прибыль и предложила владельцам 2200 новую Wang 2200 CS вместе с технической поддержкой, за цену меньшую, чем они платили только за поддержку своих устаревших систем 2200. Wang 2200 CS поставлялась с обновлёнными дисковыми устройствами и прочей периферией, и большинство владельцев 2200 подписали контракты на замену, после чего Wang выполнила свои обязательства и больше никогда не разрабатывала и не продавала новых продуктов серии 2200. В 1997 году Wang сообщила, что на тот момент в мире всё ещё использовалось около 200 компьютерных систем серии 2200. На протяжении всех лет существования серии 2200 Wang предоставляла техническую поддержку.
В Советском Союзе выпускался аналог Wang 2200 — совместимый персональный компьютер Искра 226.

## Wang OIS
Серия Wang OIS была в основном ориентирована на работу с текстом. Её отличительной особенностью был язык Glossary, который являлся системой программирования, встроенной в модель обработки текста и был легкодоступным для понимания и работы, вследствие чего секретари широко применяли Glossary для расширения первоначальных функций OIS для управления и манипулирования документами. Как и Wang 2200, OIS постепенно эволюционировала в систему с поддержкой до 240 пользователей. Как это ни странно, но серии OIS и VS кое в чём пересекалась и, например, такая отличительная особенность последней, как двойное коаксиальное подключение к рабочим станциям и принтерам, была перенесена в VS именно из разрабатываемой OIS. А микропрограмма VS содержит целые фрагменты кода OIS, возможно из-за того, что функции работы текстом не были заложены в первоначальный проект компьютеров серии VS, но были добавлены позднее.
Wang также производила серию компьютеров под названием Alliance, которая была сконструирована на базе высокопроизводительной модели 140/145 аппаратной архитектуры OIS. Они имели более мощное ПО для работы с текстом по сравнению с OIS, а также имели ПО для обработки списков. Наиболее значительным улучшением в Alliance была дискретность индексации — индексировалось каждое слово, содержащееся в документах. База данных Visual Memory позволяла индексировать каждое слово в любом поле ввода. Вдобавок к улучшенным особенностям индексации, текстовый редактор Alliance также был существенно улучшен, даже несмотря на то, что процессор Z80, на котором он работал, был 8-разрядным, а рабочие станции имели 64 Кб ОЗУ.

## Серия компьютеров Wang VS
Первый компьютер серии Wang VS был представлен в 1978 году, примерно в то же самое время, что и компьютер DEC VAX. Его система команд была совместима с системой команд серии IBM 360, но ПО для 360 серии на нём выполняться не могло. Операционная система VS и всё системное ПО, созданное «с нуля», поддерживало как интерактивную работу с пользователем, так и пакетную обработку данных. Серия VS в основном была напрямую нацелена на рынок обработки коммерческих данных и частично на рынок, занимаемый IBM. Несмотря на доступность большого количества языков программирования, машины серии VS обычно программировались на COBOL. Интегрированная среда разработки VS также поддерживала работу с ассемблером, COBOL 74, COBOL 85, BASIC, Ada, RPG II, C, PL/I, FORTRAN, Glossary, MABASIC и Procedure (аналог скриптовых языков в Unix-подобных операционных системах). На Паскале также можно было работать с сопроцессором ввода-вывода. Язык программирования 4-го поколения Wang PACE (Профессиональная среда разработки приложений) и база данных используются с середины 1980-х годов покупателями и сторонними разработчиками для создания сложных приложений иногда включающих в себя тысячи экранов, сотни отдельных программных модулей и обслуживающих сотни пользователей. На протяжении 1980-х годов для Wang VS сторонними компаниями было разработано узкоспециализированное ПО на COBOL, PACE, BASIC, PL/I и RPG II. Также были популярны на компьютерах серии VS семейство программ Wang OFFICE и текстовый процессор Wang WP. Текстовый процессор запускался на VS при помощи службы, которая эмулировала окружение OIS и загружала на рабочую станцию VS соответствующее программное обеспечение — «микрокод» (по терминологии Wang Laboratories).
Пресса и промышленность называли класс компьютеров производимых Wang, включая VS, мини-компьютерами, и Чарльз Кинни в своей книге 1992 года также называет серию VS мини-компьютерами. Хотя и есть некоторые предпосылки, следуя которым высокопроизводительные системы VS и их потомков можно классифицировать как мейнфреймы, Ван Ань избегал этого термина. В своей автобиографии он, прежде чем назвать VS 300 мейнфреймом, напоминает что его «производительность находится на границе производительности мейнфрейма». Он продолжал проводить различие между мейнфреймами, такими как высокопроизводительные системы IBM («также как Детройт продаёт большие автомашины… так и IBM продаёт мейнфреймы»), на рынке которых IBM удерживала виртуальную монополию, и системами средней производительности, на рынке которых IBM не доминировала: «Рынок мини-компьютеров ещё процветает. Это хорошо как для покупателей, так и для производителей мини-компьютеров.» Wang Laboratories позиционировала серию VS как мини-компьютеры, что отражалось в её маркетинговых материалах и в пресс-релизах. Поздние модели небольшой серии VS5000, запущенной приблизительно в 1988 году, устанавливались пользователями и самые малые из них физическими размерами были сравнимы с персональными компьютерами того времени. Самые крупные же поддерживали значительное, всё увеличивавшееся, количество пользователей.

## Конкуренция с IBM
У Вана Аня были личные счёты с IBM, после того, как IBM оказала на него давление при конфликте в 1955—1956 годах по поводу прав на его патенты на память на магнитных сердечниках. (Это столкновение стало предметом длинной главы в книге «Уроки» (Lessons) написанной Ваном). Как говорит Чарльз Кинни, "Джек Коннорс помнит случай, произошедший однажды в офисе Вана, когда тот показал диаграмму, на которой был предсказан рост компании и то, что она обгонит IBM где-то в середине 1990-х. «„Он долго хранил эту диаграмму, — сказал Джек. — И он действительно верил в это.“»
Wang была одной из первых компьютерных компаний, которая начала размещать рекламу на телевидении, и первой, которая запустила рекламу во время показа Супербоула. Первая реклама Wang Laboratories буквально показала Wang Laboratories и IBM в образах Давида и Голиафа. Более поздняя реклама изображала Wang Laboratories в виде тяжеловооружённого вертолёта, целящегося в IBM.
Ван хотел конкурировать с IBM как с компанией производящей компьютеры, продавая свою продукцию напрямую подразделениям информационных технологий. Однако до появления серии VS Wang Laboratories не воспринималась всерьёз как компьютерная компания. Калькуляторы, компьютеры для обработки текстов и системы OIS продавались отдельным подразделениям, проходя мимо лиц, ответственных в корпорациях за принятие решений в области обработки данных. Глава в книге Вана, посвящённая этому, показывает что он видел их только в качестве «плацдарма в Fortune 1000». Серия Wang VS открывала для Wang Laboratories двери подразделений ИТ. В своей книге, Ван отмечает, что продавая компьютеры VS «мы агрессивно нанимали продавцов, имеющих хорошие знания в области обработки данных… которые имели опыт сотрудничества с исполнительными лицами различных департаментов ИТ, и у кого были свои пути в компании из списка Fortune 1000». После выпуска VS, производство компьютеров для обработки текстов и серии OIS было прекращено. Осталось только программное обеспечение для обработки текстов, в форме загружаемого микрокода, что позволяло рабочим станциям VS вести себя как традиционные текстовые терминалы, работающие с VS и использующие его в качестве сервера для хранения документов.
Wang посягнула на рынки IBM и DEC в 1980-х, но не смогла серьёзно потеснить IBM на рынке мейнфреймов в силу самоограничивающих факторов. Хотя Ван Ань и хотел конкурировать с IBM, очень многие продавцы Wang были не полностью осведомлены о значительных возможностях серии VS в обработке данных. Во многих случаях компьютеры VS работали в предприятиях малого бизнеса с доходом до 500 млн долларов в год или использовались в больших организациях в качестве управляемых шлюзов для доступа к корпоративным мейнфреймам и управляли службами доступа рабочих станций к сети и массовой печати.
В штаб-квартире американской нефтяной компании ExxonMobil (Хьюстон), 13 штук Wang VS300 — самых высокопроизводительных компьютеров в серии на 1985 год — использовались в 1980-х — 1990-х годах для получения отчётов с мейнфремов и доступа в реальном времени к ним управленческого персонала.
В компании Mellon Mortgage 18 систем VS, начиная от самых маленьких и заканчивая самыми большими, использовались для введение, обслуживание, финансирование, проведение документации и хеджирование ипотеки, а также для доступа к мейнфреймам для работы на них и печати. Компьютерная сеть, соединявшая Mellon Mortgage и родительский Mellon Bank, содержала 45 систем VS и банковская часть сети поддерживала около 16000 пользователей Wang OFFICE, предоставляя функции электронной почты, передачи отчётов и планирования.
В компаниях Kent и KTec Electronics, расположенных в Хьюстоне, кластеры VS работали в качестве систем уровня предприятия, управляя поставками, производством и бухгалтерским учётом, со значительными возможностями электронного обмена данными, среди которых были прогнозирование спроса, отправка счетов, отправка заказов на продукцию и получение уведомлений о доставке. На обеих системах работала программа обмена электронными данными GEISCO. Компания Kent, чья прибыль выросла до 600 млн долларов в год, пользовалась программой Arcus написанной на COBOL. KTec, прибыль которой выросла до 250 млн долларов в год, использовала в производстве MRP-систему CAELUS, написанную на BASIC.
Высшей рыночной отметкой для серии VS стало около 30 000 одновременно работающих по всему миру систем во второй половине 1980-х годов и обслуживающих по меньшей мере несколько миллионов пользователей.

## Спад и крах
По общему мнению сообщества пользователей ПК компания обанкротилась из-за того, что специализировалась в разработке и выпуске компьютеров только для обработки текстов и не предвидела (а значит была неспособна что-либо этому противопоставить) появления персональных компьютеров общего назначения с ПО для обработки текстов в середине 1980-х. Тем не менее компьютеры для обработки текстов уже не были основой бизнеса Wang Laboratories во времена, когда персональные компьютеры начали становиться популярными. Хотя компания и производила ПК, основу её бизнеса в 1980-х составляла серия мейнфреймов VS. Несмотря на то, что рынок этих мейнфреймов в конечном итоге был завоёван персональными компьютерами.
Ван настаивал, что его сын Фред Ван, ставший после него руководителем, способствовал краху компании. Фред Ван был выпускником бизнес-школы, «но почти по дефолту», пишет Чарльз Кинни, «не соответствовал той работе, которую отец ему поручил». Его назначение, сначала руководителем отдела исследований и разработок, а затем и президентом компании, стало причиной зависти и увольнений ключевых работников исследовательского отдела и управляющего персонала.
Один из решающих моментов настал когда Фред Ван был назначен руководителем отдела исследований и разработок. 4 октября 1983 года Wang Laboratories объявила о выпуске 14 крупных аппаратных и программных продуктов и назначила даты начала поставок. Анонсы были широко распространены, но уже тогда появились тревожные сигналы. По утверждению компании Datamation, Wang Labs анонсировали «всё кроме кухонного ножа. Но если бы вы хотели подключить кухонный нож к персональному компьютеру, то они анонсировали бы и его». Немногие из заявленных продуктов были близки к выпуску, а над многими из них работа даже не начиналась. Некоторые из продуктов доставлялись с задержкой, а другие вовсе не были доставлены. Оглядываясь назад, сейчас это назвали бы «призрачным обещаниями», и это нанесло удар по доверию к Фреду Вану и Wang Laboratories в целом.
В 1986 году 36-летний Фред Ван был назначен президентом Wang Laboratories. 4 августа 1989 года Ван Ань уволил своего сына. На посту президента его заменил Ричард Миллер, работавший в компании с 1988 года.
В декабре 1989 года Миллер объявил, что компания начнёт следовать распространённым стандартам на программное обеспечение, вместо использования оригинальных разработок. В марте 1990 года умер Ван Ань. Компания подверглась крупной реструктуризации и в августе 1990 года погасила банковский долг, но всё равно по результатам года были зафиксированы финансовые убытки.
В ноябре 1990 года было объявлено о выпуске их первого компьютера под управлением ОС Unix. Присутствие Wang Labs на рынке Unix и открытых систем было скромным. UNIX работал на компьютерах VS, но в режиме эмуляции под VS OS, из-за чего были большие проблемы с производительностью. PACE, предлагавший свой словарь данных, превосходную ссылочную целостность и позволявший быстро разрабатывать приложения не был портирован под UNIX, и планов портировать его не было.
Айра Магазинер, приглашённый Миллером в 1990 году, предложил полностью уйти от производства компьютеров и вместо этого вплотную заняться выпуском программного обеспечения.
В июне 1991 года Wang начала перепродавать компьютеры IBM, в обмен на инвестиции IBM в акции Wang. Стратегия Wang по перепродаже компьютеров IBM RS/6000 также преследовала цель продвижения UNIX и ПО для него.
В августе 1991 года компания выиграла суд против NEC и Toshiba, которые нарушили патент на модули памяти SIMM. По итогам финансового года компания продолжала нести убытки.
18 августа 1992 года Wang Laboratories заявила о своём банкротстве.
3 высотных здания Wang Laboratories в Лоуэлле, постройка которых обошлась в 60 млн долларов и которые вмещали 4500 рабочих на площади более 100 000 м² офисного пространства, были заложены и проданы за 525 000 долларов. Компания хотела выкупить права собственности на здания на торгах по продаже заложенного имущества, но никто в Wang не ожидал, что конечная цена будет настолько низкой, и поэтому возможность выкупить здания была потеряна. Эти здания, сейчас известные как CrossPoint Towers, были переоборудованы под офисы и сейчас их занимают такие компании как Cisco Systems, Motorola, Eastman Kodak, AT&T и Sovereign Bank.
Ричард Миллер ушёл с постов председателя совета директоров и исполнительного директора в январе 1993 года и перешёл в AT&T.

## После банкротства
Компания возродилась после банкротства через 2 года с 200 млн долларов на счету и взяла курс на приобретения и самообновление, остерегаясь своей бывшей роли новаторского разработчика и производителя компьютеров и всего, что с ними связано. Позже, в середине 1990-х, после приобретения подразделения Olsy у компании Olivetti, компания сменила своё название на Wang Global. После этого в компании было принято решение, что её основным бизнесом станут сетевые службы.
В 1999 году Wang Global, годовая прибыль которой к тому времени выросла до 3,5 млрд долларов, была куплена голландской компанией Getronics, а сетевые службы компании, стоящие 1,5 млрд долларов, были доступны только в определённых частях Европы.
Продажи компьютеров серии Wang VS были прекращены с момента банкротства компании в 1992 году и сейчас сервисное обслуживание 2000 систем по всему миру, работающих и по сегодняшний день (февраль 2006 года) является маленькой частью бизнеса Getronics. Наиболее передовая модель, унаследовавшая оригинальную архитектуру серии VS и поддерживающая работу более 1000 пользователей, — VS18000 Model 950 — была выпущена в 1999 году. Более слабые модели VS6760 и VS6780, созданные на основе того же микропроцессора, были выпущены в 2000 году. Новая серия Wang VS, представленная в 2005 году, создана на основе полностью нового аппаратного обеспечения.
27 июля 2007 года голландский телекоммуникационный оператор KPN NV выдвинул, поддержанное менеджментом компании, предложение о покупке служб информационных технологий Getronics за 766 млн евро (1,04 млрд долларов) наличными. Исполнительный директор KPN Ад Схепбаувер заявил, что не исключено сокращение рабочих мест после слияния. «Но в этом случае, можно будет говорить о сотнях рабочих, а не о тысячах». Исполнительный директор Getronics Клас Вагенар после завершения слияния займёт более низкий пост.

## Возрождение Wang VS
В 2005 году Getronics объявила о выпуске New VS, компьютера, который работает под управлением VS OS и поддерживает всё программное обеспечение для VS. Он создан с использованием уровня аппаратных абстракций для Intel x86 и IBM POWER. New VS создан совместными коммерческими усилиями Getronics и TransVirtual Systems, разработчиком используемой в продукте технологии виртуализации. В 2006 году серия New VS официально получила название VS22000. В серию, выпускаемую обеими компаниями, входят 8 моделей различных форм-факторов и разной производительности.
Переходы (миграция) с Wang VS на другие компьютеры на протяжении всей их истории были связаны с трудностями, риском и затратами. Wang VS OS, рабочая станция, компилируемый язык программирования и функциональность базы данных обычно реализовывалась путём расширения уже существующих решений, которые было трудно воспроизвести на целевых системах при переносе на другую платформу. Несмотря на это, программное обеспечение для VS может работать на New VS без каких-либо преобразований программ и данных.
New VS состоит из среды виртуализации, работающей на специально настроенной аппаратной платформе, и стандартного системного ПО для компьютеров Wang VS. Несмотря на то, что он создан на основе широко распространённого серверного аппаратного обеспечения (ПК и PowerPC), при необходимости особенно специфических настроек требуется, чтобы аппаратную платформу подготавливали или испытывали в Getronics и TransVirtual Systems.
New VS может взаимодействовать с оригинальными жёсткими дисками и накопителями на магнитной ленте, имеющими интерфейс SCSI, что предоставляет средства восстанавливать файлы VS со стандартных резервных магнитных лент или копий жёстких дисков VS. Он также может использовать распределённый RAID совместно с оригинальным VS для высокоскоростного обмена файлами. Оригинальные сетевые возможности и возможности по созданию кластеров, которыми обладал Wang VS, поддерживаются через TCP/IP вместо традиционных для этих систем синхронных линий связи и выделенных FDDI соединений.
По сообщениям, New VS работает с более высокой производительностью процессора и дисковой подсистемы ввода-вывода, чем самый быстрый из оригинальных Wang VS — VS18950 — выпущенный в 1999 году.